# Ole Bertelsen (biskop)
 For alternative betydninger, se Ole Bertelsen. (Se også artikler, som begynder med Ole Bertelsen)
Ole Sven Bertelsen (født 18. maj 1925 på Frederiksberg, død 9. juni 2025) var en dansk teolog og præst, der fra 1975 til 1992 var biskop over Københavns Stift.
Ole Bertelsen blev uddannet cand.theol. fra Københavns Universitet i 1950. Foruden flere præsteembeder var han ansat i flere af Folkekirkens organisationer. I 1958 blev han landssekretær i KFUM, og gennem seks år var han generalsekretær i Det Danske Missionsselskab. Indtil han blev valgt til biskop over Københavns Stift i 1975 var han præst i Maglegårds Sogn i Gentofte Kommune. Han var også aktiv i Det Danske Bibelselskab, Det mellemkirkelige Råd, i ledelsen af Pastoralseminariet, i Selskabet for Kirkeret og i bestyrelsen for Den danske Præsteforening.
Som biskop over Københavns Stift fra 1975 til 1992 engagerede han sig i tidens store spørgsmål. Han var erklæret SF'er og blev kaldt "den røde biskop". Han markerede sig blandt meget andet som modstander af atomvåben, abort, diktaturerne i Chile og El Salvador samt apartheidstyret i Sydafrika. Han var også en af folkekirkens markante modstandere af Jens Jørgen Thorsens i samtiden stærkt omdiskuterede film Jesus vender tilbage fra 1992. Hans prædikener var ofte temperamentsfulde og entusiastiske. Undertiden blev han beskyldt for at blande politik og tro for meget sammen, men sagde selv om den sag: "En god prædiken altid er politisk, og en politisk prædiken er altid dårlig".
Det vakte landsdækkende opsigt, da en præst i Lundehus Sogn i sin prædiken ved en DR-transmitteret gudstjeneste juleaftensdag 1984 kritiserede USA. Præsten sammenlignede Romerrigets magt på Jesu tid med USA's indflydelse på verden i samtiden. Kirkeminister Elsebeth Kock-Petersen (V) krævede, at Ole Bertelsen irettesatte præsten, men det afviste Ole Bertelsen. Han mente ikke, at staten skulle blande sig i præsternes forkyndelse. Ole Bertelsen stod fast trods pres fra kirkeministeren, som i sidste ende måtte opgive ævred.
Som følge af sin politiske overbevisning nægtede han at modtage ridderkorset.
Efter sin pensionering levede han et stille liv uden for offentlighedens søgelys.